# Капрун
Капрун (нем. Kaprun) — коммуна (нем. Gemeinde) в Австрии, в федеральной земле Зальцбург.
Входит в состав округа Целль-ам-Зе. Население составляет 2947 человек (на 31 декабря 2005 года). Занимает площадь 100,41 км². Официальный код — 50606.

## Спорт
Популярный горнолыжный курорт. Зона катания располагается на леднике Кицштайнхорн. Общая протяженность трасс — 55 км, в основном это синие и красные трассы. Также встречаются черные трассы, но они не отличаются сложностью от красных.

## Политическая ситуация
Бургомистр коммуны — Норберт Карлсбёк (СДПА) по результатам выборов 2004 года.
Совет представителей коммуны (нем. Gemeinderat) состоит из 19 мест.
- СДПА занимает 11 мест.
- АНП занимает 8 мест.